# The FBI Story
The FBI Story is een Amerikaanse misdaadfilm uit 1959 onder regie van Mervyn LeRoy. De film werd destijds in Nederland uitgebracht onder de titel Inspecteur Hardesty, FBI.

## Verhaal
Een medewerker vertelt het verhaal van de Amerikaanse geheime dienst FBI. Tijdens zijn loopbaan krijgt hij te maken met criminelen, smokkelaars, de Klu Klux Klan en Duitse spionnen.

## Rolverdeling
| Acteur          | Personage                   |
| --------------- | --------------------------- |
| James Stewart   | John Michael Hardesty       |
| Vera Miles      | Lucy Ann Hardesty           |
| Murray Hamilton | Sam Crandall                |
| Larry Pennell   | George Crandall             |
| Nick Adams      | John Gilbert Graham         |
| Diane Jergens   | Jennie Hardesty             |
| Jean Willes     | Anna Sage                   |
| Joyce Taylor    | Anne Hardesty               |
| Victor Millan   | Mario                       |
| Parley Baer     | Harry Dakins                |
| Fay Roope       | Dwight McCutcheon           |
| Ed Prentiss     | Politiecommissaris          |
| Robert Gist     | Verkoper van geneesmiddelen |
| Buzz Martin     | Mike Hardesty               |
| Ken Mayer       | Verkoper van doodskisten    |